# Wates (Simo)
Wates is een bestuurslaag in het regentschap Boyolali van de provincie Midden-Java, Indonesië. Wates telt 3494 inwoners (volkstelling 2010).